# S-表达式

Tree data structure representing the s-expression for (* 2 (+ 3 4))

所谓“S-表达式/運算式”（S-expression）或“sexp”（其中“S”代表“符号的”），是指一种以人类可读的文本形式表达半结构化数据的约定。S-表达式可能以其在Lisp家族的编程语言中的使用而为人所知。其他应用则见于由Lisp衍生的语言，如DSSSL，以及如IMAP之类通信协议中作为标记出现和约翰·麦卡锡的CBCL。语法细节和所支持的数据类型虽因语言而异，但这些语言间最通用的特性则是使用S-表达式作为括号化的前缀表示法（有时亦作剑桥波兰表示法）。

## 數據類型和語法
S-表達式格式有許多變體，支持不同數據類型的各種不同語法。最廣泛支持的是：
- 列表和點對: (1 () (2 . 3) (4))
- 符號: with-hyphen ?@!$ a\ symbol\ with\ spaces
- 字串: "Hello, world!"
- 整數: -9876543210
- 浮點數: -0.0 6.28318 6.023e23

## 在 LISP 編程中使用
S-表达式在Lisp中既用作代码，也用作数据（见McCarthy Recursive Functions of Symbolic Expressions）。S-表达式原本被用于将被M-表达式处理的数据，但Lisp的首个实现是一个 S-表达式的解释器，以 S-表达式编码 M-表达式，而Lisp程序员很快习惯于对代码和数据都使用 S-表达式。
S-表达式可以是如数字这样的单个对象，包括特殊原子nil和t在内的LISP 原子，或写作 (x . y)的cons pair。更长的列表则由嵌套的cons pair组成，例如(1 . (2 . (3 . nil)))（亦可写作更易理解的(1 2 3)）。
使用前缀表示法，程序代码可写作 S-表达式。书写Lisp程序中额外的语法糖则是，一般的表达式(quote x)可以省略为'x。

### 數據表達式的示例
嵌套列表可以寫為 S-表達式：((milk juice) (honey marmalade))是一個雙元素S-表達式，其元素也是雙元素 S-表達式。Lisp（和本文）中使用的以空格分隔的符號是典型的。換行符（換行符）通常有資格作為分隔符。
這是一個簡單的上下文無關語法的一小部分英語寫成 S-表達式（Gazdar / Melish，Lisp 中的自然語言處理）：
```
(((
S
)
 
(
NP
 
VP
))

 
((
VP
)
 
(
V
))

 
((
VP
)
 
(
V
 
NP
))

 
((
V
)
 
died
)

 
((
V
)
 
employed
)

 
((
NP
)
 
nurses
)

 
((
NP
)
 
patients
)

 
((
NP
)
 
Medicenter
)

 
((
NP
)
 
"Dr Chan"
))

```

### S 表達式的源碼示例
Common Lisp范例：
```
(
defun
 
factorial
 
(
x
)

    
(
if
 
(
zerop
 
x
)
 
1

        
(
*
 
x
 
(
factorial
 
(
-
 
x
 
1
)))))

```

Scheme范例：
```
(
define
 
(
factorial
 
x
)

    
(
if
 
(
zero?
 
x
)
 
1

        
(
*
 
x
 
(
factorial
 
(
-
 
x
 
1
)))))

```

## 解析
S-表達式經常與 XML 進行比較，一個關鍵的區別是 S-表達式在語法上要簡單得多，因此更容易解析。例如，可以在幾十行 Python 代碼中實現一個簡單的 S-表達式解析器。
```
def
 
parse_sexp
(
string
):

    
"""

    >>> parse_sexp("(+ 5 (+ 3 5))")

    [['+', '5', ['+', '3', '5']]]

    

    """

    
sexp
 
=
 
[[]]

    
word
 
=
 
''

    
in_str
 
=
 
False

    
for
 
char
 
in
 
string
:

        
if
 
char
 
==
 
'('
 
and
 
not
 
in_str
:

            
sexp
.
append
([])

        
elif
 
char
 
==
 
')'
 
and
 
not
 
in_str
:

            
if
 
word
:

                
sexp
[
-
1
]
.
append
(
word
)

                
word
 
=
 
''

            
temp
 
=
 
sexp
.
pop
()

            
sexp
[
-
1
]
.
append
(
temp
)

        
elif
 
char
 
in
 
(
' '
,
 
'
\n
'
,
 
'
\t
'
)
 
and
 
not
 
in_str
:

            
if
 
word
:

                
sexp
[
-
1
]
.
append
(
word
)

                
word
 
=
 
''

        
elif
 
char
 
==
 
'
\"
'
:

            
in_str
 
=
 
not
 
in_str

        
else
:

            
word
 
+=
 
char

    
return
 
sexp
[
0
]

```

## 標準化
1997年5月，罗纳德·李维斯特 提交了一份 Internet-Draft ，拟作为RFC出版。该草案定义了基于Lisp S-表达式的语法，但旨在用于一般目的的数据存储及交换（类似XML）而非仅限于编程。尽管未被批准为RFC，但此草案已被其他RFC（如RFC 2693）和数种出版物引用。最原始的用途则是在SPKI中。
Rivest的格式定义了 S-表达式为一个八位元组-串（一系列字节）或其他S-表达式的有限列表。此定义描述了三种表达这种结构的互换格式。一种为“advanced transport”——以格式而言具有很大弹性，且语法上近似于Lisp-风格表达式，但并不等同。例如，advanced transport允许八位元组-串逐字表示（串的长度后跟随一分号及整个原始的串），引号形式允许转义字符，十六进制，Base64，或者在满足一定条件时直接作为“token”。（Rivest的token与Lisp token不同之处在于前者仅仅为了方便与审美，像其他字符串一样对待，而后者有特别的语法意义。）为了更为紧密，更便于语法分析，独立于任何抽象的 S-表达式，另一种交换格式“canonical presentation”仅允许逐字表示的字符串，格式上禁止字符串以外的空白。

## 引用
1. ↑  Recursive Functions of Symbolic Expressions and Their Computation by Machine, Part I
2. ↑  （页面存档备份，存于）